# داریوش معمار
داریوش معمار (زادهٔ ۹ اردیبهشت ۱۳۵۸ در آبادان) شاعر، روزنامه‌نگار، منتقد ادبی و فعال فرهنگی ایرانی است. او از چهره‌های شاخص نسل شاعران دههٔ ۸۰ ایران محسوب می‌شود و تاکنون بیش از ده مجموعه شعر و کتاب نقد ادبی منتشر کرده‌است.

## زندگی و فعالیت‌ها
داریوش معمار فعالیت حرفه‌ای خود را از سال ۱۳۷۵ با نوشتن در هفته‌نامهٔ اروند آبادان آغاز کرد.  
او با نشریاتی چون کارنامه، گوهران، خوانش، نافه، بایا، کلک، نامه، پیام شمال، گیلوا و عصر پنج‌شنبه همکاری داشته‌است.
معمار سردبیر مجله ادبی ارمغان فرهنگی بود که با حکم دادستانی و به‌دلیل شکایت وزارت اطلاعات تعطیل شد.  
او همچنین بنیان‌گذار سایت خبری–تحلیلی فیدوس و مدیر سایت ادبی عصر آدینه است.  
او مدیرمسئول و بنیان‌گذار دوماهنامه فرهنگی روزنه فرهنگی نیز بوده‌است.
داریوش معمار عضو کانون نویسندگان ایران، کانون نویسندگان در تبعید و انجمن قلم ایران در تبعید است.
او به دلیل فعالیت‌های رسانه‌ای، فرهنگی و انتقادی‌اش در ایران بازداشت شد و پس از فشارهای امنیتی، کشور را ترک کرد. وی اکنون ساکن آلمان است و به فعالیت‌های ادبی و رسانه‌ای ادامه می‌دهد.

## آثار

### مجموعه‌های شعر
- موهام هم موجی است (۱۳۸۰)
- عاشقانه‌های زنی که دوستش دارم (۱۳۸۲)
- جنازه مریم بنت سعید (۱۳۸۳)
- مرگ در ساحل آمونیاک (۱۳۸۶)
- پارو زدن در خاک (۱۳۸۸)
- اسطبل (۱۳۹۰)
- خواهرخونه (۱۳۹۲)
- کتاب بی‌هودگی (۱۳۹۴)
- ساعت‌های بی‌خیزاب (۱۳۹۷)
- کبودی (۱۴۰۳)
- در هم ریختن نحو الهی (۱۴۰۳)

### نقد ادبی
- تفریق جمعی (۱۳۸۹) – نشر نگاه
- مسئله مردم (۱۳۹۸)

## فعالیت روزنامه‌نگاری
او با رسانه‌هایی چون اعتماد، شرق، کارگزاران، عصر مردم و پیام جنوب همکاری داشته‌است.  
وی اکنون خارج از ایران عضو تحریریه رسانهٔ ایندیپندنت فارسی است و با رادیو فردا به عنوان کارشناس همکاری دارد .

## ناشران همکار
نشر نگاه، بوتیمار، چشمه، آهنگ دیگر، ورا، نورهان